# Trachyboa gularis
Espèce
Synonymes
- Trachyboa gularis var. multimaculata Rosen, 1905

Statut CITES
Trachyboa gularis est une espèce de serpents de la famille des Tropidophiidae.

## Répartition
Cette espèce est endémique d'Équateur.

## Publication originale
- (de) Wilhelm Peters, « Eine neue Gattung von Riesenschlangen vor, welche von einem gebornen Preussen, Hrn. Carl Reiss, in Guayaquil nebst mehreren anderen werthvollen Naturalien dem zoologischen Museum zugesandt worden ist », Monatsberichte der Königlich Preussischen Akademie der Wissenschaften zu Berlin,‎ 1860, p. 200-202 (lire en ligne).